# Народна библиотека Добој
Народна библиотека „Добој” отворена је 9. маја 1946. године поводом Дана побједе, а одлуку о оснивању донио је Народни одбор општине. За почетак рада прикупљено је 1200 књига и 1650 динара. Библиотека се у почетку звала Градска библиотека Добој. У стварању почетног фонда књига учествовала је Народна библиотека Босне и Херцеговине у Сарајеву, која је упутила у Добој три пакета са укупно 200 књига из разних области. Библиотека је извјесно вријеме била смјештена у згради изнад данашње Зелене пијаце.
У новијем периоду књиге су обрађиване у електронском каталогу BISIS (Дистрибуирани библиотечки информациони систем), гдје је унијет комплетан фонд.
Од 2015. године библиотека користи систем COBISS за обраду књижног фонда.

## Историјат

### 1946.
Рад се у почетку одвијао на аматерској основи. Књиге је издавала Муневера Бешлагић и још неки омладинци. Радно вријсме је било неограничено. Народни одбор општине је повремено награђивао рад у Библиотеци, а контролу дјелатности вршила је надлежна служба за питања културе и просвјете Обласног народног одбора. Њима је достављан извјештај из Библиотеке седмично, мјесечно и на крају године.
Прве годиne књиге је користило 300-400 читалаца. Књижни фонд се повећавао прилозима граћана и дотацијама Народног одбора општине.
Обласни народни одбор и Народна библиотека Босне и Херцеговине редовно су Библиотеци у Добоју достављали по примјерак нових књига (обавезни примјерак).
Средства за рад Библиотеке повећавала су се из године у годину, а с тим и број књига и читалаца.
Све је, ипак, брже рјешавано осим простора за смјештај Библиотеке, због чега се често селила из једне у другу приватну кућу. До стабилнијег рјешења долази се тек почетком седамдесетих година, али не и коначног.

### 1947.
Добој је још увијек у сиромаштву, са посљедицама рата, без готово иједног ваљаног објекта за шире друштвене намјене. Стога није много изненадила прилично неугодна одлука - прије свега за одборнике Народног одбора општине који су је донијели - да се обустави рад Библиотеке. Књиге, ипак, нису доспјеле на улицу већ у приватну кућу Катарине Антонијевић, у близини старе жељезничке станице (Трг жењезничара). О књигама се бринуо општински синдикат, а нашла се и група омладинаца и ставила се у улогу библиотекара који су у тим условима издавали књиге читаоцима. Библиотска је тада имала 1800 књига (највише руске књижевности - Гогољ, Шолохов, Толстој, а од домаћих Ћопић, Куленовић, Андрић, Назор и други са дјелима углавном из НОБ-а). Читаоци су већином били политички активисти и омладина.

### 1948.
Проблем се указао проблем за Библиотеку, јер је требало ослободити и тај привремени простор у кући Антонијвића. Смјештај, иако привремен, убрзо је пронађен - у кући оптичара Филипа Сухог, непосредно уз стару Градину, у приземљу. Библиотека је била отворена три пута седмично.
Градски народни одбор додијелио је Библиотеци дотацију од 150.000 динара, намијењену за режијске трошкове и набавку књига. Било их је око 2000, а до краја године издато је на читање 900. Библиотеку је тада водила Деса Рап, први професионални књижничар у овој установи.

### 1949—1953.
У овом периоду Градска библиотека у Добоју почела је ужурбаније да развија своју активност и да хвата све значајније мјесто међу културним и просвјетним установама у граду. Томе је, нема сумње, допринијело повећање броја основних и средњих школа, па се тако повећао и број читалаца, односно потреба за књигом, посебно за школском лектиром. Повећавао се и број читалаца из редова службеника и домаћица што је наметнуло и потребу постепеног повећања броја запослених у Библиотеци. Осим Десе Рап као библиотекар ради и Јелена Пухало, а за управника Библиотеке постављена је Сока Дујковић из Добоја.
У току 1952. и 1953. године знатно су повећана средства за рад - на 500.000 динара годишње, а Библиотека је посједовала 5000 књига. Тако се опет намеће проблем смјештајног и радног простора, па је о томе расправљано на сједници Народног одбора општине. Одлучено је да се Библиотека премјести у приземље зграде у данашњој Улици краља Алсксандра, у кући Косте Гајића, такође испод тврђаве.

### 1954.
Ни овдје се књижно благо није дуго задржало, јер је простор постајао све скученији. Поново помаже Народни одбор општине својом одлуком да се Библиотека смјести у три просторије зграде Радничког универзитета (Дом културе) на укупној површини од 54 м2. Књижни фонд се већ повећао на 7000 примјерака и те књиге су распоређене у два одјељења: Одјељење за дјецу и Одјељење за одрасле читаоце. Убрзо долази до формирања и Пионирског одјељења за ученике основне школе. За Пионирско одјељење је издвојено из укупног фонда 1500 књига. Посебна пажња посвећена је разврставању књига у полицама, први пут према стручној универзалној класификацији. На том одговорном послу особљу Библиотеке у Добоју помогли су стручњаци из Народне библиотеке Босне и Херцеговине.
На крају ове године књижни фонд имао је 7600 књига. Дотација Народног одбора општине те године износила је 630.000 динара, а запослени су били: Сока Дујковић, управник Библиотеке, затим Јелена Пухало и Милева Пухало, учитељица у пензији, која је радила на обради и смјештају књига. Књиговодствене и благајничке послове обављала су стручна лица хонорарно.
Концем 1954. године формиран је први Савјет Библиотеке, који су сачињавали Војо Николић, Љубица Станишић, Хасан Шехић, Миле Медић и Стојан Јовановић. Ускоро се чине нови, крупнији кораци на унапрећењу Библиотеке - набавка књига и њихова стручна обрада. Тако се до 1960. године повећава број књига за око 1000 примјерака, а број читалаца на 1500.

### 1960—1964.
У току 1960. године Библиотека биљежи нове успјехе. Посебно је значајна била дотација у износу од 200.000 динара коју је додијелила Скупштина општине Добој. То је помогло да се активност Библиотеке, а тиме и развој културе и просвјете, вину са градског подручја на терене већег дијела општине. Отворене су подручне библиотеке у Осјечанима, Бушлетићу, Подновљу, а у администрацији Библиотеке отворено је радно мјесто секретара. На то мјесто постављен је Станко Павловић из Кожуха, а извршене су и неке кадровске промјене: Јелена Пухало је пензионисана, а на мјесто књижничара примљен је Бранко Јовановић из Осјечана. Године 1961. у стални радни однос у Библиотеци примљена је Милијана Рађа, први библиотекар са одговарајућом стручном спремом на подручју среза (завршила је Библиотекарску средњу школу у Београду); за чистачицу је тада примљена нова радница Ружа Ђурановић из Стријежевице.
За сталног књижничара у Одјељењу за одрасле примљена је Загорка Михајловић из Липца, што је допринијело унапрећењу рада и јачању кадровског тима у Библиотеци. Године 1963, у смислу Закона о библиотекама у Босни и Херцеговини, Библиотека је добила статус општинске народне библиотеке, „са задатком да развија област библиотекарства на цијелом подручју општине“.

### 1965.
Уласком у нову 1965. годину чине се нове значајне промјене у овој културној установи: дотадашњи управник Сока Дујковић одлази на дужност професионалног посланика, а за новог управника Библиотеке изабрана је Милица Бјелобаба, професорка из Добоја. Осим ужег састава органа управљања, у који су ушли чланови колектива, у шири састав Скупштина општине именовала је представнике радних и друштвено-политичких организација: Хасана Шехића, Драгу Лазића, Милета Медића и Љубицу Станипшћ. До краја године било је уписано 3949 читалаца, а прочитано јс 49.405 књига.

### 1966.
Ова година биће упамћена и по томе што је донијет нови Закон о библиотекарству, према коме свака општина мора да има матичну библиотеку. Матична подручна одјељења Библиотеке формирана су у граду (пионирска и за одрасле читаоце), затим у Осјечанима, Подновљу, Бушлетићу, Которском и Кожухама.
У духу новог Закона о библиотекарству и актуслних задатака привредне и друштвене реформе у Југославији и у овом колективу осјетиле су се извјесне кадровске и организационе промјене. За новог предсједника Савјета Радне заједнице Библиотеке изабрана је Милијана Рађа, а чланови Савјета су: Намик Малохоџић, Мирко Скакић, Илијас Крушкић, Миодраг Кисин и Душанка Дробац.
Савјет и радни колектив наставили су и убрзали акцију на јачању материјалног положаја Библиотеке и набавци књига. Резултати су очигледни: осим значајне дотације која је стигла од Скупштине општине, прилоге су дали и Општинско синдикално вијеће (100.000 динара), Републички фонд за библиотекарство (500.000 динара); граћани су приложили 650.000 динара и за тај новац купљене су књиге и набављене 22 полице за књиге у Матичном одјељењу. У Дому културе у октобру је отворена изложба књига и публикација поводом акције „Мјесец дана књиге“. Изложбу је разгледао велики број грађана.

### 1967.
Отворено је ново подручно одјељење Библиотеке у селу Бријесница, чији је руководилац Осман Хаџић, наставник. Републички фонд за библиотскарство, на молбу Библиотеке у Добоју, додијелио је 800.000 динара (старих) за набавку књига у подручним одјељењима на селу.

### 1968.
Отворено је ново подручно одјељење у Сјенини и ојачано постојсће у Станарима. Као помоћ подручним одјељењима Републички фонд за библиотекарство додијелио је 500.000 динара. Снимљено је стање у школским библиотекама и у библиотекама у радним организацијама и предочено Савјету Библиотеке. Скупштини општине и надлежним органима у школама и радним организацијама. Закључак је био: стање је лоше, мали фонд књига и слабо се користе, а просторије намијењене књижницама су веома лоше. У радним организацијама, заправо, библиотеке готово да и не постоје, осим понека књига у витринама директора.

### 1969.
Предложене су конкретне мјере за санирање овог стања. Настављени су послови на ширењу мреже библиотека у општини и на обезбјећењу неопходне школске лектире, на чему су инсистирали и сами грађани. С тим у вези, Библиотека је у сарадњи са Издавачким прсдузећсм „Свјетлост“ у Сарајеву отворила у Дому ЈНА у Добоју изложбу поводом Мјесеца књиге. Изложбу је посјетило око 5000 грађана и ученика. У току изложбе откупљено је око 8000 књига по повољним цијенама - највише школске лектире.

### 1970.
Настављена је акција на јачању и сређивању књижног фонда у свим одјељењима Библиотеке. У сарадњи са земљорадничким задругама у Станарима и Сјенини набављене су књиге о пољопривреди у вриједности од око милион динара. Избор књига извршили су стручњаци из Пољопривредне станице у Добоју, која је, такође, уручила Библиотеци стотину стручних књига за село. Набављено је и 300 књига из области медицине.
Да би акција на прикупљању књига у радним организацијама и од читалаца била што успјепшија, укључене су и покретне библиотеке у Костајници, Драгаловцима, Мравићима, Мајевцу и Присадама.
Стручни рад Библиотеке прегледала је Комисија Народне библиотеке БиХ и констатовала „да је рад организационо и стручно веома добро постављен, да су евиденција, статистика, програмирање и сл. сређени према библиотечким нормама и прописима“.
У октобру 1970. Библиотека је од Републичке културно-просвјетне заједнице и Друштва библиотекара БиХ добила писмено признање за ширење културе на селу путем књиге. Управник Библиотеке Милица Бјелобаба је за успјешно руковођење Библиотеком и за допринос развоју библиотекарства у Републици такоће добила Захвалницу и једногодишњу награду у износу од 200.000 динара од Републичког секретаријата за образовање и културу и Друштва библиотекара БиХ.
Извршене су измјене и допуне у саставу Савјета Библиотеке. Поред радника Библиотеке, Савјет сачињавају: Перо Рогановић, Есма Смајловић, Бранко Ковачевић, Атифа Галијашевић, Милан Ковачевић, Стипо Јуришић, Стојан Јовановић и Војна Мишковић.

### 1971.
Већ почетком године отварају се нови, шири видици за Библиотеку: Скупштина општине донијела је одлуку да се откупи и адаптира зграда Привредне банке и у њу смјести библиотека. То је истовремено велико признање за резултате које је ова установа постигла на ширењу културе, што је реализовано наредне године.
У оквиру акције „Мјесец књиге 71“ организовано је низ пригодних манифестација с циљем да се књига што више популарише. Књижевној вечери, која је одржана у Дому културе, присуствовао је нобсловац Иво Андрић, а у Гимназији је одржано предавање о значају књиге и писане ријечи.
Библиотека се, такође, активно укључила у републичку акцију „Једна књига, један становник“. Формирана је и Секција библиотекара добојског региона.

### 1972.
Савјет Библиотеке додијелио је признање (књиге или прибор за писање) и подручним одјељењима за рад и допринос акцији на популаризацији књиге.
Поред осталих, награћене су и двије вриједне библиотекарке: Милијана Раћа за успјешан рад у Пионирском одјељењу и Загорка Михајловић за успјешан рад у Одјељењу за одрасле читаоце. На сједници Општинског вијећа Скупштине општине, 23. фебруара 1972, донијета је одлука о превођењу зграде бивше Инвестиционе банке у власништво Народне библиотеке у Добоју, без накнаде.
Тако је, коначно, био ријешен горући проблем смјештаја већ прилично богатог књижног фонда Библиотеке и њених одјељења и служби.
1972.за успјешно организовање активности на обиљежавању Међународне године књиге, Библиотека је добила писмено признање од Културно-просвјстне заједнице БиХ. На свечаности која је обиљежила успјешан завршетак ове акције, одржаној у Шековићима, додијељене су похвале и признања. Управнику Библиотеке Милици Бјелобаби том приликом је уручено посебно признање. Са Грађевинским предузећем „Радник“ у Добоју закуључен је уговор о адаптацији нове зграде за Народну библиотеку.
Посао на сређивању књижног фонда тече континуирано и врло успјешно. Концем 1972. ова установа је имала два стална и осам истурених одјељења, затим девет подручних библиотека са укупно 42.806 књига, 7394 читаоца и 97.447 прочитаних књига.

### 1973.
Настављени су радови на адаптацији нове зграде за Библиотеку, извршен распоред просторија и отпочео посао на сређивању и паковању књига за пресељење. Све се то обавља стручно, према УДК систему. Уз помоћ ученика Основне школе „Сутјеска“ свих 55.000 књига пренијето је за један дан у нове просторије. Тако су створени услови за почетак рада Библиотеке у новој згради. Савјет је донио одлуку да се Библиотека дефинитивно пресели 2. априла 1973. године. Тиме је свечано обиљежен и почетак традиционалне манифестације „Априлски културни мозаик“- у Добоју.
Главна свечаност је у Дому ЈНА гдје је уз присуство око 300 званица одржана свечана сједница Савјета Библиотеке. Тиме је означен почетак нове етапе у развоју Народне библиотеке у Добоју. У Дому ЈНА тим поводом отворена је изложба „Мјесец књиге 73“ и уприличен разговор о књизи. „Глас комуна“ и Радио-Добој укључили су се у ове активности пригодним текстовима и емисијама. И дневни лист „Ослобођење“ такође је са више прилога допринио популаризацији ових свечаности у Добоју и о значају књиге уопште. Снимала је и телевизија. У току године набављене су 5193 књиге у вриједности 15.500 динара. Тако је на крају године у фонду било 53.192 књиге, прочитано 111.648, од чега на селу 33.980 књига.

### 1974.
Акција прикупљања књига од грађана и радних организација је непрекидна и трајаће све док тече акција „Једна књига - један становник“.
Након снимљеног стања у селима закључено је да се организује кориштење књига на селу путем сталних истурених одјељења у мјесним подручјима: Подновље. Осјечани, Кожухе, Сјенина, Бријесница, Которско. Станари, затим путем покретних библиотека у Костајници. Мравићима, Драгаловцима, Присадама, Матузићима, Грапској, Мајевцу. Брестову и у Центру за социјални рад у Добоју.
Сачињена су нова правила о организацији и раду одјељења Библиотеке у условима отварања нових одјељења и о обавезама оснивача и суоснивача. Набављено је 5348 нових књига у вриједности 195.000 динара од којих је већина уручена сеоским одјељењима. Обогаћени су књижни фондови у школама и селима. Учитељ Бошко Бањанин приручној библиотеци у Костајници поклонио је 300 књига из властите библиотеке.

### 1975.
Рад на проширењу мреже библиотека настављен је и ове године, Више од 60 одсто набављених књига обрађено је и распоређено по подручним одјељењима. Формиран је Књижевни клуб „Иво Андрић“ у Добоју. Чланови Клуба одмах су по школама и селима организовали сусрете са читаоцима.
Библиотека је у овој години прешла на нови начин финансирања. Средства за дјелатност библиотеке од сада ће у цијелости обезбјеђивати самоуправне интересне заједнице за културу општине Добој (СИЗ-ови). Износ од 74.000 динара додијелила је Библиотеци Републичка заједница културе БиХ за покриће трошкова на одржавању регионалне службе и за набавку књига.
У складу с новим уставним промјенама Народна библиотека је код Привредног суда регистрована као Основна организација удруженог рада (ООУР).
У току године уписано је 10.780 читалаца и прочитано 191.235 књига. Регистровано је 240.000 посјетилаца одјељењима Библиотеке захваљујући прије свега новом смјештају књижног фонда.

### 1976.
У јануару и фебруару извршене су припреме за смјештај, опремање и комплетирање подручног одјељења Библиотеке у Которском. Одјељење је смјештено у двије уредне просторије поводом премјештаја Спомен-библиотеке преминулог новинара Миралема Љубовића. Тако је обједињен књижни фонд ранијег одјељења са 850 књига пренијетих из Сарајева, власништво Љубовића, па сада Библиотека у Которском располаже књижним фондом од 2500 књига, међу којима и комплет часописа „Босанска вила“.
У оквиру акција „Мјесец књиге 76“ организовани су сусрети у школама, а заједно са осталим библиотекама у региону организован је књижевни караван.
Библиотекама у општинама добојског региона ова установа пружила је помоћ у изради нормативних аката и програма развоја за период 1976-1980. Посебна помоћ је пружена библиотеци у Тешњу, која је била уништена у поплави. Помоћ у књигама уручена је и библиотекама у Калесији, Јабланици, Лакташима и Сребреници, те Гарнизону ЈНА и Ђачком дому у Добоју, затим школама и радним организацијама помоћ на стручном сређивању библиотека.
Приликом одласка на Сајам књиге у Београду, представници ове библиотеке посјетили су колектив Националне библиотеке Србије.
Организоване су покретне библиотеке у Становима, Грабовици, Церовом Гају, Бушлетићу и Клокотници. Већи број мјесних заједница упутио је захтјев за отварање библиотечких одјељења. Руководиоци одјељења у селима организују акције прикупљања књига, тако да је књижни фонд износио 72.000 књига, уписано је 11.446 читалаца, а прочитано 210.413 књига.
Библиотека је претплаћена на десет наслова дневне и седмичне штампе ради разноврснијег избора периодике у читаоници. Анализирано је стање и ток развоја библиотскарства у региону током протеклих пет година.

### 1977.
Почетком ове године организовани су састанци с руководиоцима одјељења на селу и руководиоцима покретних библиотека у вези са сређивањем стања књижног фонда и уређењем простора.
У јуну 1977. Народна библиотека је проглашена за најактивнију библиотеку у Босни и Херцеговини у 1976. години. У оквиру манифестације „Вишеградске стазе“ у Вишеграду добојској Библиотеци је уручена награда Републичког секретаријата за образовање и културу и Друштва библиотекара БиХ. Награду је примила Милица Бјелобаба, управник Библиотеке. На крају 1977. године Библиотека је имала 73.982 књиге (48.492 у граду и 25.490 на селу), 12.510 читалаца (ђака и студената 11.113), а прочитана је 244.881 књига (у граду 182.300, на селу 62.581).
Штампа је у току године објавила више текстова о раду и успјесима Библиотеке, највише у „Гласу комуна“, „Ослобођењу“ и на Радио-Добоју. Новине су најчешће биљежиле књижевне сусрете и друге манифестације на којима је популарисана књига.

### 1978.
На збору радника Библиотеке, 19. априла, извршен је избор новог директора (до тада управник). На ову функцију изабран је Фуад Синановић, професор и дотадашњи директор Гимназије у Добоју. Претходном управнику Библиотеке Милици Бјелобаби одато је заслужно признање за уложени велики труд у вези са преображајем и развојем ове установе и библиотекарства уопште.
У току 1978. године набављено је 3.256 књига, тако да Библиотека располаже са 77.233 књиге (0,86 књига по становнику).

### 1979.
У организацији Народне библиотеке Књижевни клуб „Иво Андрић“ организовао је 28. фебруара књижевно вече у Основној школи у Костајници. Поред ученика и наставника разговору о књизи присуствовао је и знатан број мјештана. О овом и многим другим сусретима читалаца и стваралаца начињено је много фотографија које илуструју Љетопис Библиотеке.
У оквиру „Априлских дана културе“ Књижевни клуб „Иво Андрић“ 8. маја је у Народној библиотеци организовао књижевно вече.
Радници Библиотеке су 23, 24. и 25. маја обрадили књижни фонд Библиотеке у Жепчу гдје је за релативно кратко вријеме стручно обрађено око 6.000 књига.
Јелена и Бошко Бањанин, учитељи из Костајнице, дугогодишњи су руководиоци подручних одјељења Библиотеке у Костајници која има 461 књигу и 79 чланова, а број прочитаних књига је 212. Цијели период свога учитељовања посветили су књизи и образовању човјека на селу, од најмлађег до најстаријег. Они су 1923. у Српској Грапској основали прву „Просвјетину“ књижницу. Чланови колектива Библиотеке су од 25. до 27. октобра били у посјети Међународном сајму књига у Београду.
У времену од 21. до 23. новембра у Приштини је одржана Скупштина Савеза друштва библиотекара СФРЈ, на којој је у име добојске Библиотсек као делегат присуствовао директор, а од 17. до 18. децембра те године одржана је свечана Скупштина Друштва библиотекара БиХ којој су присуствовали и представници из Добоја.

### 1980.
Библиотека је у протеклој години постигла велике резултате у доприносу за развој културе. Имала је 12.000 читалаца, прочитано је 200.000 књига (око 15 одсто становника општине). Шест књижевних вечери и двије изложбе посјетило је око 2500 грађана.
Деветог и десетог априла отворена је изложба „Пјесник мостова и времена“ - Иво Андрић, са 24 фотографије и дјелима нашег нобеловца. Изложбу је разгледало око 2000 грађана Добоја, а обиша је и многа околна мјеста.
У оквиру „Априлског културног мозаика“ чланови Књижевног клуба „Иво Андрић“ организовали су 25. маја те године књижевно вече. Своја дјела читали су писци Павле Станишић, Касим Дераковић, Јозефина Крајиновић, Јованка Стојчиновић и Божо Суботић.
Занимљива изложба отворена је 7. децембра под називом „Нове књиге“, које је Библиотека набавила у 1980. години, укупно 300 књига разних жанрова. Изложбу је посјетило око 1600 грађана (фотографије у Љетопису Библиотеке).
Током године 13.500 грађана прочитало је 206.000 књига. На располагању је било 29 разних часописа и 22 листа. Библиотека је имала 83.000 књига (становника у општини је 100.000). Настоји се постизање циља: књига по становнику.

### 1981.
Павле Бато Станишић, професор, новинар и књижевник, изабран је за новог директора Библиотеке.
У сарадњи са листом „Глас комуна“ отпочело је редовно обавјештавање читалаца и грађана региона о новим књигама и догађајима у Библиотеци.
Књижевни клуб „Иво Андрић“ у Добоју организовао је изложбу „Књига завичаја“ (фотографије у Љетопису), а у новембру књижевно вече у Грапској. Организован је и скуп писаца Добоја поводом смрти књижевника Новака Симића (1906—1981). О овом истакнутом писцу говорио је професор Мирко Скакић. Десетог децембра у Народној библиотеци у Добоју одржано је регионално савјетовање библиотекара - тема: актуелни задаци, а 22. децембра књижевно вече под називом „Сјећање слободе“.

### 1982.
Библиотека је 18. маја организовала у Добоју изложбу старих књига из фондова Библиотеке, Музеја и Архива, под насловом „Књиге 19. вијека“. Изложено је стотину књига. Најстарија књига је из 1838. године.
„Значења“ бр. 1 је нови часопис за друштвена питања и културу, који је штампан у августу са већим бројем прилога познатих личности.
У полице Библиотеке стигло је и неколико хит романа. „Глас комуна“ објављује да је Библиотека набавила сва дјела овогодишњег нобеловца Габријела Гарсије Маркеса (27.10). Додијељене су награде Савјета Библиотеке (22.12) Милијани Рађи поводом 20-годишњице и Нади Тртић поводом 10-годишњице рада у Библиотеци.

### 1983.
Настављена је успјешна сарадња са „Гласом комуна“ која се показала врло ефикасном, нарочито у акцијама пропагирања књиге.
Набављено је неколико веома значајних издања. У оквиру акције „Мјесец књиге 83“ Народна библиотека је 24. октобра приредила изложбу књига, а 11. новембра у просторији Библиотеке приређено је књижевно вече. Своја дјела читале су Дара Секулић и Јозефина Даутбеговић. Отпремљен је пакет књига за подручну библиотеку у Сјенини.

### 1984.
Број књига у Библиотеци је 84.470, број уписаних читалаца у прошлој години 11.090, а издате су 181.382 књиге. Средства планирана за Библиотеку у овој години за набавку књига износс 653.302 динара, број књига по становнику је 0,88, а Библиотеку је у прошлој години посјетило 159.345 грађана. Библиотека је 22. октобра организовала изложбу дјела Бранка Ћопића. Од 1. до 10. новембра читаоци су разгледали и изложбу књига, часописа и новина под заједничким насловом {Издавачка дјелатност у Добоју“.

### 1985.
За директора Библиотеке са четворогодишњим мандатом поново је изабран Павле Станишић.
У овој години број књига у Библиотеци је 89.268, број читалаца 10.570, а на читање је издато 189.427 књига. Средства за набавку књига износе 753.136 динара, број књига по становнику 0,89, број прочитаних књига по читаоцу 17, а Библиотеку су посјетила 157.242 грађанина.
Поводом обиљежавања 40-годишњице развоја библиотекарства Књижевни клуб „Иво Андрић“ и Библнотека организовали су више пригодних приредби у граду и околини. За ову свечаност био је формиран одбор од 12 чланова.
У сали Завичајног музеја организована је изложба докумената, књига и плаката под заједничким називом „40 година Библиотеке у добојској општини“. У слици и ријечи приказан је развојни пут Библиотеке и подручних одјељења у протеклих 40 година.
Десетог маја у оквиру прославе 40-годишњице Библиотеке у сали Основне привредне коморе чланови Књижевног клуба „Иво Андрић“ организовали су рецитал. Стихове је читао Алекса Благојевић, а учествовао је и хор КУД-а „Исмет Капетановић“ са композицијом Есада Кресе на стихове „Мода“ Жељка Штенгера. Осамнаестог новембра организована је изложба „Културно насљеђе БиХ“, с посебним освртом на Добој. Тога дана Библиотеци је уручено признање (плакета) СИЗ-а културе општине за успјепшу дјелатност на ширењу културе и утицаја књиге.

### 1986.
Библиотека има 90.701 књигу, 10.050 читалаца, а на читање су издате 197.172 књиге и 13.302 публикације. У Библиотеку је уписано 10 одсто становника. Број прочитаних књига по становнику 18, а ову установу је посјетило 158.775 грађана (по становнику 0,9 књига).
Библиотека је у овој години са Књижевним клубом „Иво Андрић“ организовала велики број књижевних вечери на којима је учествовало много познатих књижевника: Владимир Настић, Ранко Рисојевић, Велимир Милошевић, Марко Мартиновић, Ћамил Сијарић и други. У току године организоване су двије изложбе: „Стручни и научни радови“ аутора из Добоја и „Свјетска савремена поезија“, са уводним словом о савременом пјесништву и илустрацијама што су том приликом приредили Јозефина Даутбеговић и Павле Станишић.
Библиотеци је 1. децембра одато признање за поклоњене књиге дјеци југословенских школа у њемачком Сант Блазину.

### 1987.
Библиотека се укључила у активност обиљежавања 200-годишњице рођења Вука Стефановића Караџића у оквиру програма „Априлски културни мозаик“.
Број књига је 88.709, број читалаца 9.549, а на читање је издато 191.847 књига и 9.520 публикација. У Библиотеку је уписано девет одсто становника, а број књига по становнику је 0,88. У току године обављени су попис и ревизија цјелокупног књижног фонда при чему је отписано 3.350 књига те је смањен укупан број књига у односу на претходну годину.
„Глас комуна“ је у броју од 2. априла упозорио читаоце „о све чешћим случајевима дужег задржавања књига и невраћања по годину и више дана“. Лист преноси апел Библиотеке да се књиге врате одмах и да се такве појаве не понављају, а у два броја објавио је 77 имена немарних читалаца.

### 1988.
Рјешењем Републичког комитета за образовање, науку и културу СРБиХ од 17. новембра Народна библиотека у Добоју, пошто је испунила услове, одређена је за матичну библиотеку за општине: Добој, Босански Брод, Дервенту, Тешањ, Теслић, Завидовиће, Жепче, Маглај, Босански Шамац, Модричу и Оџак.
Број књига у Библиотеци је 92.083, а број читалаца 9.594. На читању је било 251.386 књига, 11.489 публикација, уписано 9,95% становника, а број књига по становнику је 0,92.
У 1988. години отворена су нова подручна одјељења Библиотеке у Мјесној заједници Матузићи и у Дому пензионера у Добоју, који су допринијели популаризацији књиге на овом подручју.

### 1989.
Дотадашњи директор Павле Станишић 31. јануара је прешао у „Глас комуна“ и Радио-Добој на дужност главног и одговорног уредника.
За новог директора Библиотеке јавним конкурсом изабран је професор Исмет Коњић из Добоја.
У оквиру програма „Априлски културни мозаик“ 17. априла организовано је књижевно вече на коме су учествовали књижевници Ирфан Орозовић и Ранко Рисојевић.
Петог јуна за потребе покретних библиотека купљен је библиобус. Новац је обезбиједила Самоуправна интересна заједница културе Босне и Херцеговине.
У просторијама Библиотеке отворена је видеотека. Отпочеле су активности на остваривању матичне улоге Библиотеке, а врше се и припреме за њено укључивање у библиотечки информативни систем. Радно вријеме Библиотеке је од 7 до 18 часова, без паузе.

### 1990/91.
Свечано је обиљежена 45-годишњица Библиотеке. Организоване су изложбе и приређене књижевне вечери. Рад и развој Библиотеке од њеног оснивања, 1946. године, популаризован је путем штампе, радија и телевизије.

### 1992.
Била је то прва ратна година. Рат је био озбиљно запријетио и Библиотеци. Рад су наставиле три искусне и храбре библиотечке раднице: Милијана Рађа. Загорка Михајловић и Нада Тртић. Ове одлучне Добојке су са новопримљеном радницом Јеленом Марковић све до новембра 1992. године радиле и чувале Библиотеку од ратних опасности. Ингеренцију над овом установом имала је проф. Мирјана Шајиновић, која је као повјереник Кризног штаба била одговорна за област културе у Добоју.
Зграда Библиотеке и њено књижно благо сачувани су, и већином је током године била отворена за читаоце, осим када су се дешавала жестока гранатирања Добоја.
У овом периоду из многих станова избациване су књиге различитог садржаја које су раднице Библиотске успјеле да на разне начине, лично или уз помоћ ентузијаста и поштовалаца писане ријечи, допреме у Библиотеку и ту их сачувају за стручну обраду.
Четрнаестог новембра 1992. Народна библиотека у Добоју стиче формалноправне и кадровске условс за прве значајније кораке на путу свога препорода, а тиме и препорода културног живота у овом граду. Рјешењем Ратног предсједништва Скупштине Српске општине Добој, именован је ратни директор Библиотеке у Добоју. На ову одговорну дужност именован је магистар Алекса М. Алаџић. угледни и искусни радник, дотад запослен у Скупштини општине Добој и Скупштини Српске општине Добој. Функцију директора Библиотеке мр Алаџић је примио 24. новембра 1992. године од проф. Мирјане Шајиновић, дотадашњег повјереника за културу при Кризном штабу.
Просторна основа којом располаже Библиотека је за тадашње услове доста скромна. Са Дјечијим одјељењем и Одјељењем за одрасле, у приземљу зграде и свим споредним помоћним просторима Библиотека има 281,70 m2. а на спрату 108,85 m2, што укупно чини 390,55 m2 простора. Број читалачких мјеста је 60, а укупна дужина полица за књиге је 1512 метара.
У оквиру Библиотеке је шест организационих јединица: Служба за обраду библиотечке грађе, Одјељење за дјецу, Одјељење за одрасле читаоце, Читаоница за научни и студијски рад и Читаоница за периодику, Матична служба, Општа служба и Завичајна збирка.
Ова установа као матична библиотека дјелује у осам општина добојске регије, а по величини је увијек била међу десет највећих библиотека у бившој БиХ. Библиотека има 23 подручна одјељења, односно подручне библиотеке. Књижни фонд који је пописан 31.12.1992. године износи 83.673 наслова, дакле, скроман и без довољно савремених издања, слабом структуром и са недовољно стручне литературе.
У Библиотеци је радило свега седам радника, што је сасвим недовољно и испод прописаног стандарда.
Године 1991. Библиотека је имала 5.722 корисника библиотечких услуга, у 1992. години 3.834, а до марта 1993. преко 800 нових сталних чланова, што је врло значајна бројка с обзиром на ратне околности.
Библиотека је 2014. године претрпјела огромну штету услед полава које су задесиле град.
Иако је била замишљена само реконструкција зграде, обезбјеђена су средства за проширење објекта. Главни финансијер радова је Влада Француске, која је донирала 600.000 марка. Свечано је отвотрена у мају 2016.

## Организација
Основне организационе јединице Библиотеке су:
1. Одјељење за одрасле
2. Дјечије одјељење
3. Читаонице
4. Завичајна збирка
5. Служба за обраду
6. Матична служба